# Eden Peak
Eden Peak är en bergstopp i Kanada.   Den ligger i provinsen Alberta, i den centrala delen av landet, 3 100 km väster om huvudstaden Ottawa. Toppen på Eden Peak är 3 198 meter över havet, eller 278 meter över den omgivande terrängen. Bredden vid basen är 4,2 km.
Terrängen runt Eden Peak är bergig österut, men västerut är den kuperad.Trakten runt Eden Peak är nära nog obefolkad, med mindre än två invånare per kvadratkilometer.. Det finns inga samhällen i närheten. 
Trakten runt Eden Peak är permanent täckt av is och snö.